# Obertura (arquitectura)

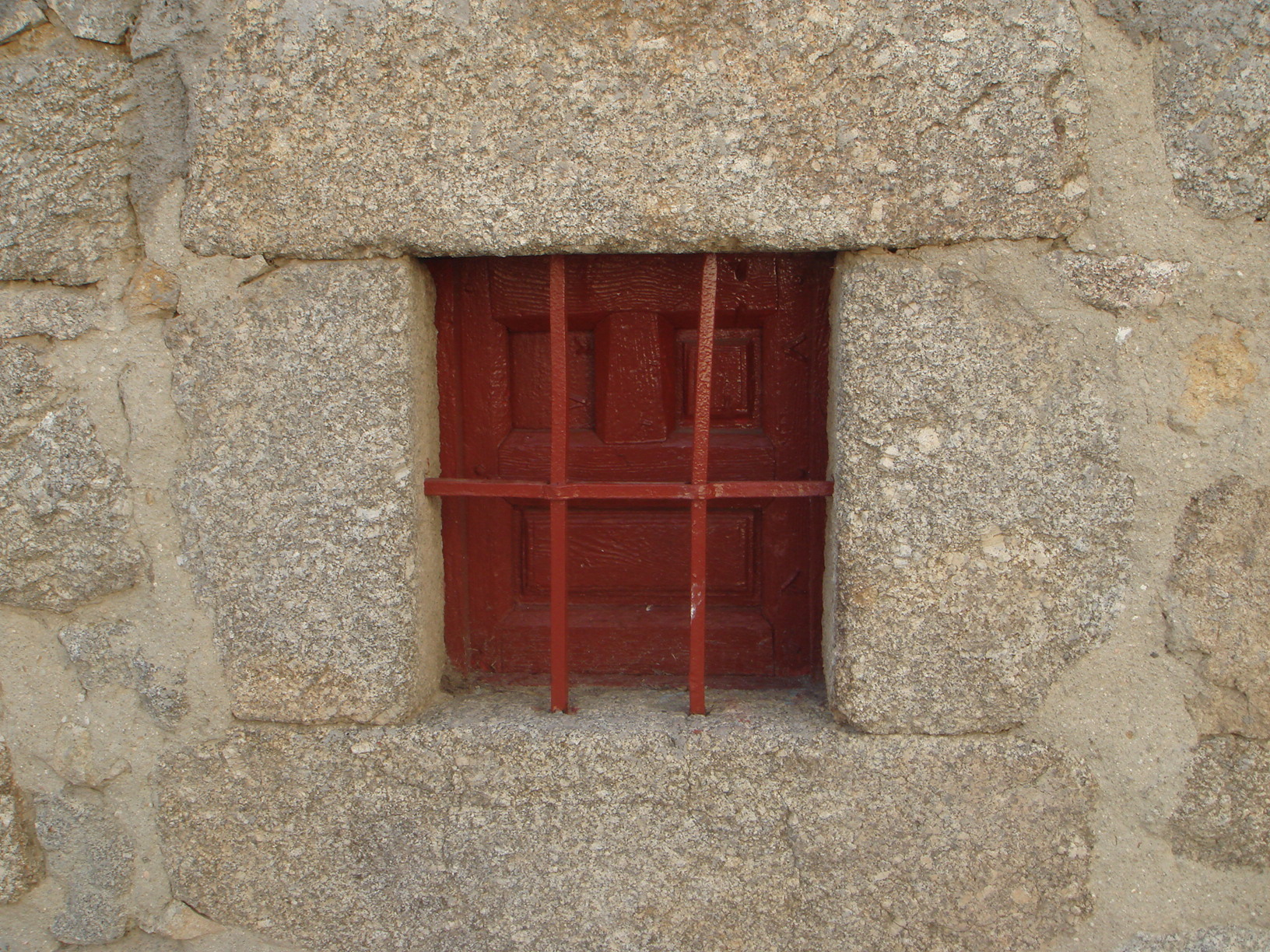
Una finestreta és una obertura

Una obertura, jorn o llum en arquitectura és qualsevol espai obert en una paret a fi d'il·luminar o bé un lloc en un mur destinat a una porta o finestra.
Històricament, es practica obertures als murs des de l'època mesopotàmica, essent els perses els primers a crear-ne mitjançant arcs.

## Alguns tipus
- Porta, obertura per on s'entra en una edificació o cambra.
- Finestra, obertura per deixar passar la llum i la ventilació.
- Claraboia o lluerna, obertura alta d'una peça o estança per donar ventilació i llum.
- Espitllera, obertura vertical amb finalitats defensives, fina i profunda, que permetia de disparar fletxes.